# Фикус бенгальский
Фи́кус бенга́льский (лат. Fícus benghalénsis) — дерево семейства Тутовые, произрастающее в Бангладеш, в Индии и на Шри-Ланке. Разрастаясь, он способен превратиться в большое дерево, занимающее несколько гектаров и имеющее окружность кроны длиной свыше 600 метров.

## Биологическое описание
Для этого растения характерна особая жизненная форма — баньян. Формирование баньяна начинается с образования на крупных горизонтальных ветвях взрослого дерева воздушных корней, обычно не несущих корневых волосков. В определённые моменты жизни дерева их появляется очень много, и они гирляндами свисают с горизонтальных ветвей. Воздушные корни растут очень медленно, и через некоторое время большая часть их засыхает, так и не достигнув почвы. Единичные воздушные корни дорастают до земли и укореняются, после чего надземная их часть интенсивно утолщается, приобретая облик и проводящую функцию стволов.
Плоды растения поедаются птицами и млекопитающими. Птицы являются основными распространителями семян. Исследования показали, что семена, прошедшие через пищеварительный тракт птиц, имеют бо́льшую вероятность прорасти раньше.

## Ботаническая классификация

### Синонимы
По данным The Plant List на 2013 год, в синонимику вида входят:
- Ficus banyana Oken
- Ficus chauvieri G.Nicholson
- Ficus cotoneifolia Vahl
- Ficus cotonifolia Stokes
- Ficus crassinervia Kunth & C.D.Bouché, nom. inval.
- Ficus karet Baill.
- Ficus krishnae C.DC.
- Ficus lancifolia Moench
- Ficus lasiophylla Link
- Ficus procera Salisb.
- Ficus pubescens B.Heyne ex Roth
- Ficus umbrosa Salisb.
- Urostigma benghalense (L.) Gasp.

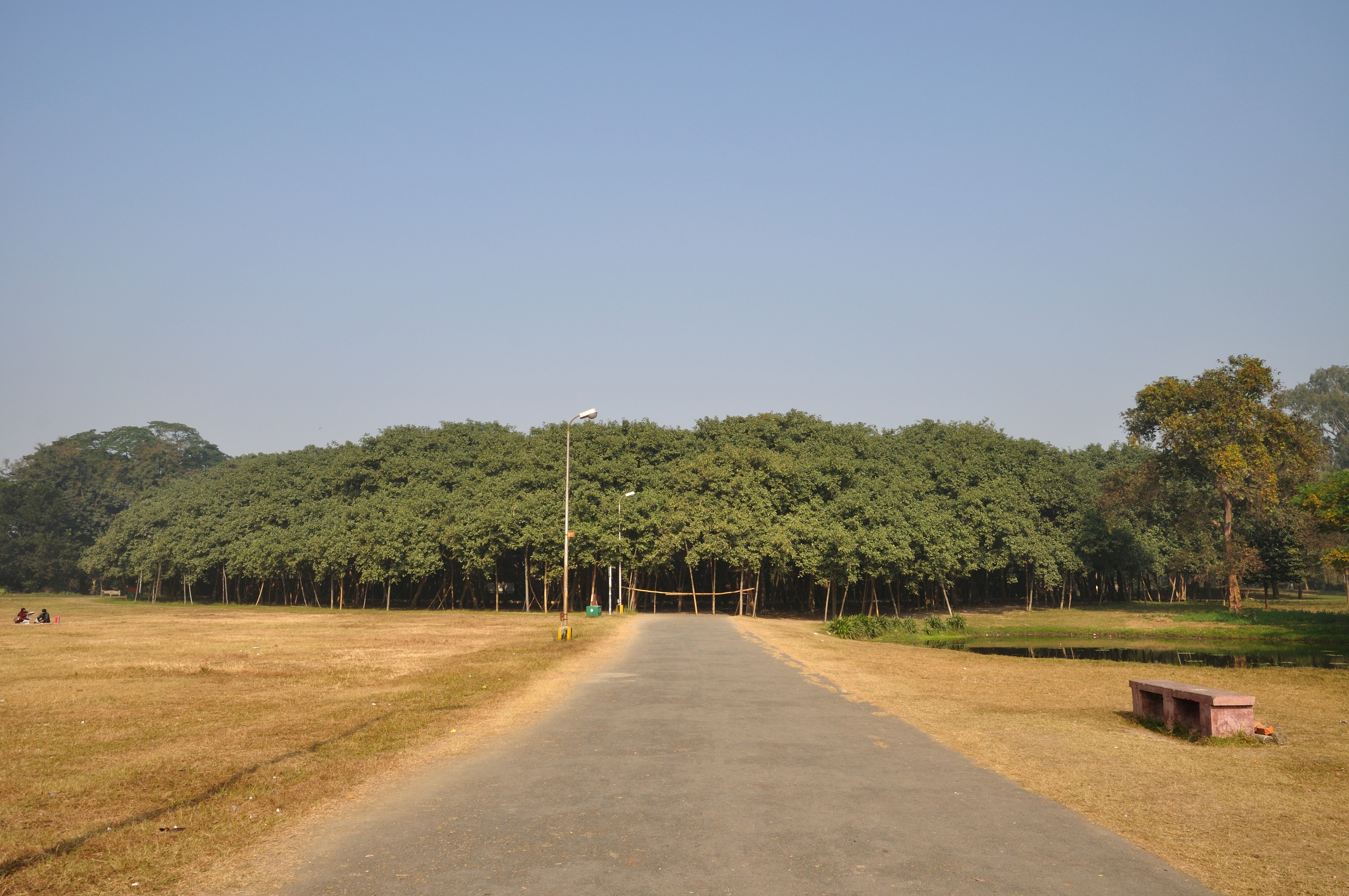
Самое большое дерево фикуса бенгальского
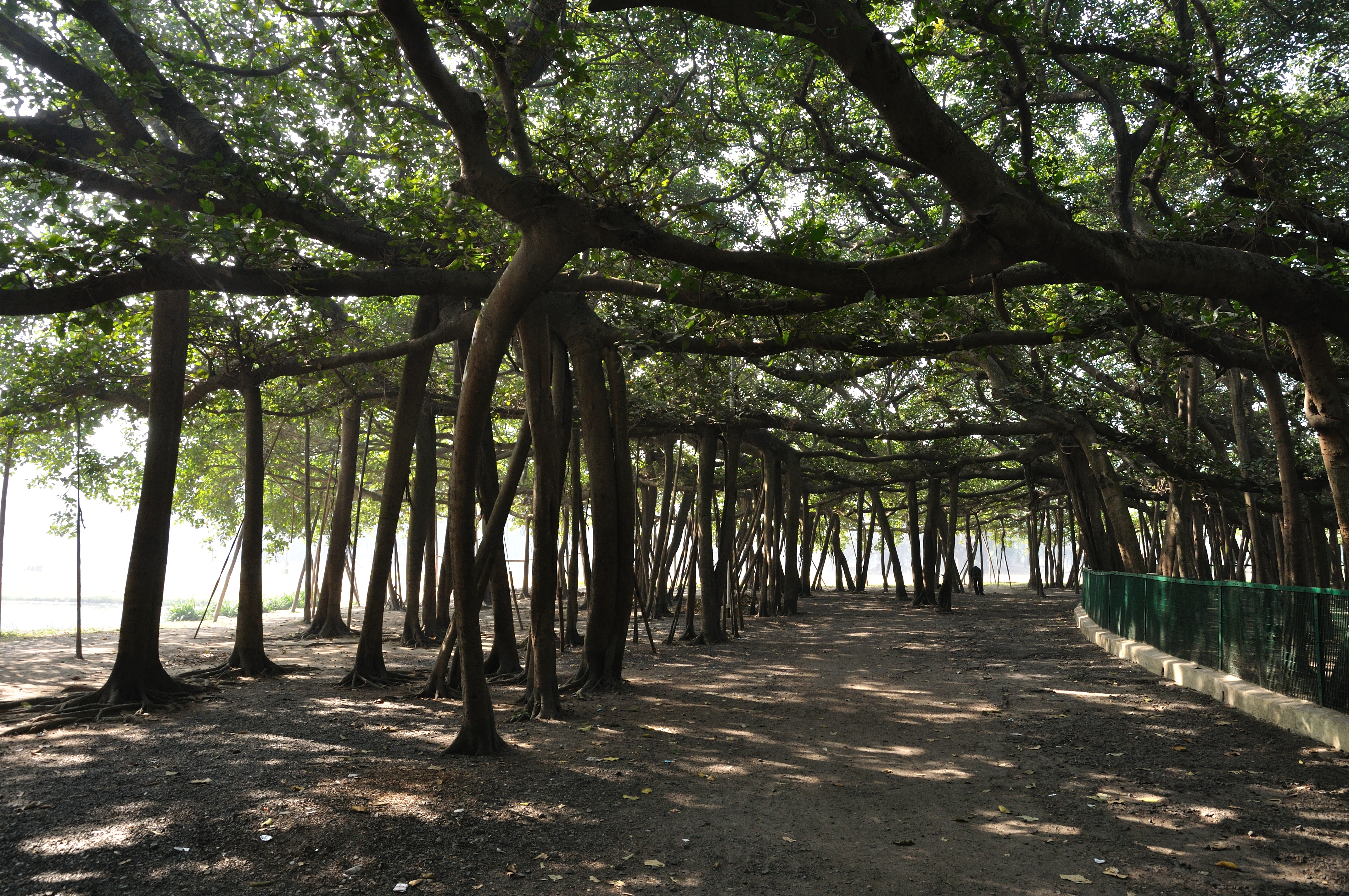
Самое большое дерево фикуса бенгальского
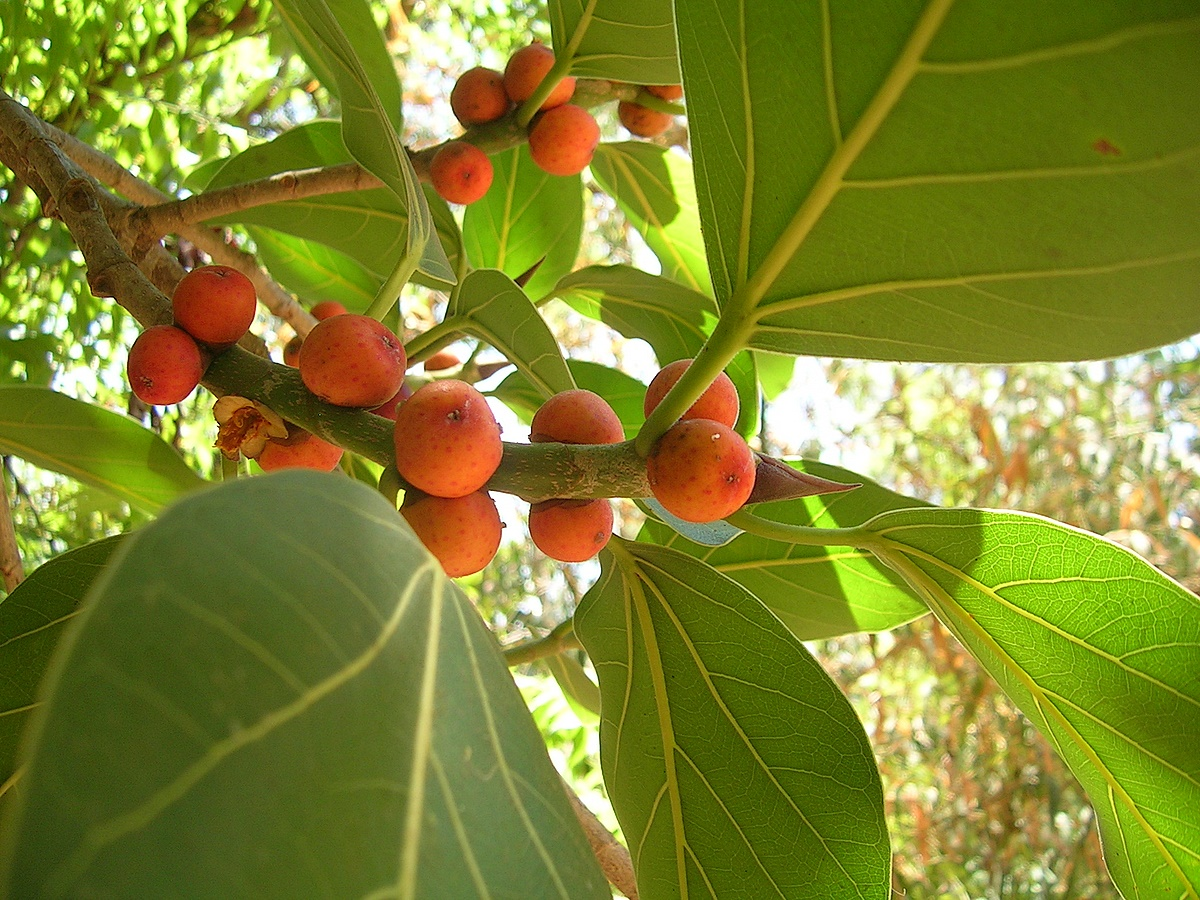
Плоды
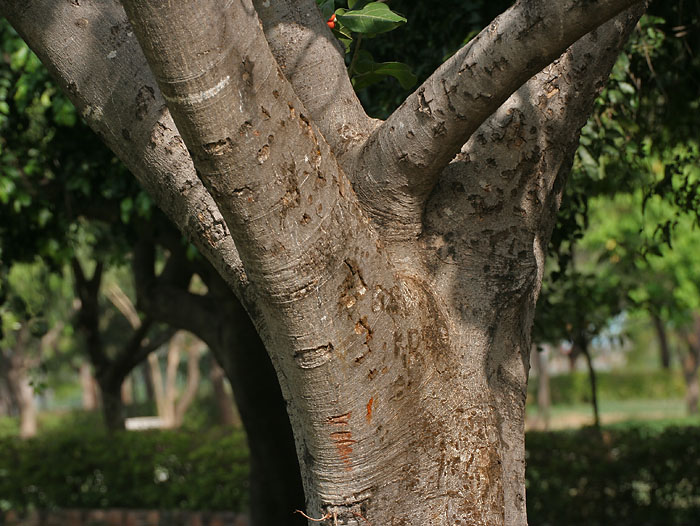
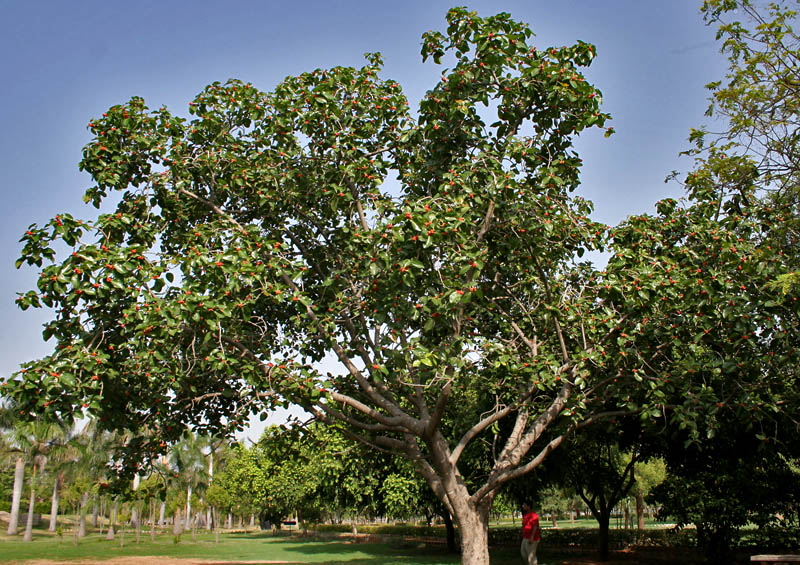
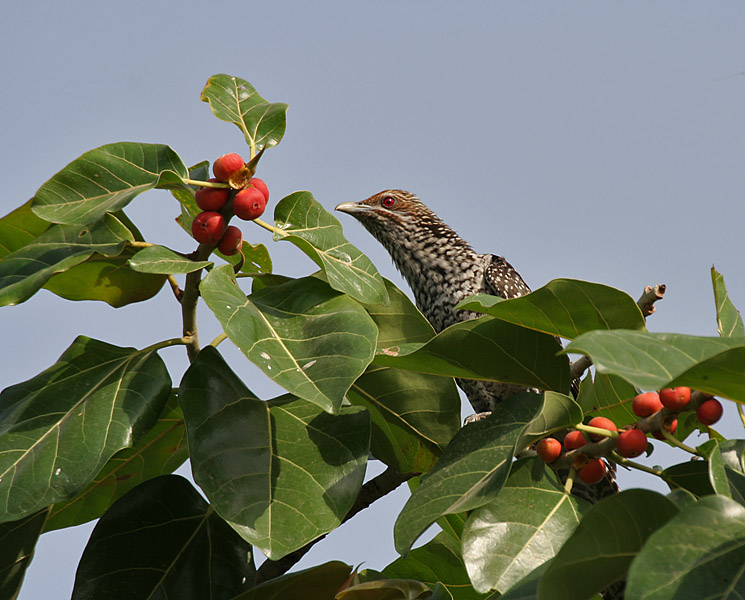